# Mauroniscidae
Mauroniscidae (лат.) — семейство насекомых из отряда жесткокрылых.

## Распространение
Распространены в Северной и Южной Америке, от США и Мексики на севере до Чили и Аргентины на юге ареала.

## Описание
Мелкие жуки (длина тела 3 — 4 мм), голова вытянутая, усики булавовидные, половой диморфизм отсутствует (самки и самцы внешне почти неотличимы), коготки лапок без зубцов. Внешне сходны с Dasytinae из Melyridae, Имаго Mauroniscidae встречаются в пустынных областях на цветах, питаются нектаром и пыльцой, иногда членистоногими. Отмечены на цветах растений из семейств Asteraceae (Puecephyllum), Bignoniaceae (Chilopsis), Chenopodiaceae
(Atriplex), Lamiaceae (Hyptis), Loasaceae (Eucnide, Mentzelia), and Rosaceae
(Fallugia). Личинки неизвестны.

## Классификация
Относится к группе Cucujiformia и надсемейству Cleroidea. Около 25 видов.
- Amecomycter Majer, 1995
  - Amecomycter argentinus (Pic, 1928b:14) — Аргентина [=Amecocerus argentinus Pic, 1928b]
  - Amecomycter bicoloripennis (Pic, 1928:66) — Чили [=Amecocerus bicoloripennis Pic, 1928]
  - Amecomycter crassus Majer, 1995:67 — Перу
  - Amecomycter pallidicolor (Pic, 1910:4) Чили [=Sydates pallidicolor Pic, 1910] [=Listrus albohirsutus Pic, 1926:28] [syn. Majer 1995 p. 60]
  - Amecomycter rugicollis Majer, 1995:60 — Чили
  - Amecomycter vitticollis Majer, 1995:63 — Аргентина

- Mauroniscus Bourgeois, 1911 — более 10 видов (Южная Америка)
- Mecomycter Horn, 1882
  - Mecomycter omalinus Horn, 1882:126 — Калифорния, Канзас, Вайоминг
  - Mecomycter testaceus Majer, 1995:73 — Аризона

- Mectemycor Majer, 1995
  - Mectemyctor linearis (Fall, 1930:256)[=Mecomycter linearis Fall, 1930]
  - Mectemyctor sericeus Majer, 1995:69 — Калифорния
  - Mectemyctor strangulatus Majer, 1995:71 — Калифорния

- Scuromanius Majer, 1995
  - Scuromanius anemonia Majer, 1995:78 — Колумбия
  - Scuromanius facetus (Casey, 1895:596,597) [Arizona] [=Mecomycter facetus Casey, 1895]
  - Scuromanius ferrugineus Majer, 1995:78 — Мексика
  - Scuromanius liebecki (Blaisdell, 1929:23) — Техас [=Mecomycter liebecki Blaisdell, 1929]
  - Scuromanius testaceipes (Champion, 1914:125) [Мексика; Listrus corallipes Gorham 1886 partim][=Mecomycter testaceipes Champion, 1914]
  - Scuromanius wickhami Majer, 1995:76 — Калифорния